# Стивън Стилс
Стивън Артър Стилс (на английски: Stephen Arthur Stills) е американски певец, китарист и автор на песни.
Роден е на 3 януари 1945 година в Далас в семейството на военен, който се мести често, прекарва част от ранните си години в Централна Америка. Учи известно време в Луизианския щатски университет, но не завършва, а започва да свири в различни фолк и рок групи. Широка известност получава с „Бъфало Спрингфийлд“ през 1966 – 1968 година, а след това с „Кросби, Стилс, Неш & Йънг“. Албумите му с двете групи и като солов изпълнител са продадени в над 35 милиона копия.